# XXV Corpo d'armata (Regio Esercito)
Il XXV Corpo d'armata fu una grande unità del Regio Esercito italiano attiva durante la seconda guerra mondiale.

## Storia

### Prima guerra mondiale
Trae origini dal XXV Corpo d'Armata costituito a Mortegliano il 10 aprile 1917 e sciolto il 5 gennaio 1919.

### Seconda guerra mondiale

#### Campagna italiana di grecia
Venne ricostituito in Albania il 24 ottobre 1940 col nome di Corpo d'Armata "Ciamuria" ed aveva alle sue dipendenze la 23ª Divisione fanteria "Ferrara", la 51ª Divisione fanteria "Siena" e la 131ª Divisione corazzata "Centauro". Il 28 ottobre le unità del Corpo d'Armata "Ciamuria" varcano il confine greco, occupando Philiates, la riva destra del fiume Kalamas, impadronendosi delle difese e del nodo stradale di Kalibaki. Fra il 4 e il 5 novembre venne raggiunta Igoumenitza, ma in seguito alla controffensiva lanciata dai greci nel settore del XXVI Corpo d'Armata e a causa della caduta di Erseke, le Grandi Unità operanti in Epiro furono costrette a ripiegare per evitare l'aggiramento da nord. Il 17 novembre prese il nominativo di XXV Corpo d'Armata ed il 7 dicembre abbandonò Argirocastro, il 18 Porto Palermo ed il 20 Himara. Accorciato il fronte di schieramento, il XXV Corpo d'Armata assunse, a fine dicembre, il controllo del settore intorno al massiccio del Tomori e le posizioni di That e Progonat, dove venne bloccata l'offensiva greca.
Il 20 gennaio 1941, effettuando insistenti attacchi nel settore della Vojussa, allo scopo di alleggerire la pressione nemica sul fronte nord, le unità del Corpo d'Armata contribuirono a bloccare l'offensiva greca su Berat. Nel mese di febbraio, il Corpo d'Armata era schierato dallo Shendeli al Kurvelesh e neutralizzò altre offensive nemiche sul Golico, sullo Scindeli e su Trebescines. Dall'8 marzo l'intero XXV Corpo d'Armata venne posto a difesa di Tepeleni e partecipò ai combattimenti di Trebescines, sul Golico, a Chiaf, a Monte Ormova, a Mezzorani e a Monastir dove le posizioni vennero conquistate e perse a più riprese. Prese parte all'offensiva di primavera dal 9 al 16 marzo a sud di Tepeleni ed il 14 aprile occupò le posizioni di Mezzorani, di Trebescines e del Golico. Il 15 aprile discese la Val Desnizza a Klisura ed il 19 aprile giunse a Dervisciani, Poliocastro e Argirocastro.

#### Scioglimento
Il XXV Corpo d'Armata venne sciolto il 31 luglio 1941 e gli elementi del Comando vengono assegnati al XXVI Corpo d'Armata. Venne poi ricostituito il 16 dicembre 1941 in Albania e assunse alle dipendenze la 33ª Divisione fanteria "Acqui" e la 49ª Divisione fanteria "Parma" con l'incarico di svolgere compiti di difesa costiera e attività di controguerriglia, fin quando il 12 settembre 1943 venne sciolto definitivamente a seguito dell'armistizio di Cassibile.

## Struttura
1940-1941
- 23ª Divisione fanteria "Ferrara"
- 51ª Divisione fanteria "Siena"
- 131ª Divisione corazzata "Centauro"

1941-1943
- 33ª Divisione fanteria "Acqui"
- 49ª Divisione fanteria "Parma"

In questo periodo fecero parte temporaneamente del corpo d'armata anche le seguenti divisioni:
- 29ª Divisione fanteria "Piemonte"
- 19ª Divisione fanteria "Venezia"
- 2ª Divisione fanteria "Sforzesca"
- 3ª Divisione alpina "Julia"
- 7ª Divisione fanteria "Lupi di Toscana"
- 37ª Divisione fanteria "Modena"
- 11ª Divisione fanteria "Brennero"
- 56ª Divisione fanteria "Casale"
- 58ª Divisione fanteria "Legnano"
- 53ª Divisione fanteria "Arezzo"
- 41ª Divisione fanteria "Firenze"

## Comandanti
CORPO D'ARMATA "CIAMURIA" (1940)
- Generale di corpo d'armata Carlo Rossi

COMANDO XXV CORPO D'ARMATA (1940-41)
- Generale di corpo d'armata Carlo Rossi
- Generale di divisione Alessandro Gloria (interim)

COMANDO XXV CORPO D'ARMATA (1941-43)
- Generale di corpo d'armata Giovanni Vecchi
- Generale di corpo d'armata Umberto Mondino